# Mondement-Montgivroux
Mondement-Montgivroux è un comune francese di 48 abitanti situato nel dipartimento della Marna nella regione del Grand Est.

## Società

### Evoluzione demografica
Abitanti censiti